# Комаров, Михаил Михайлович

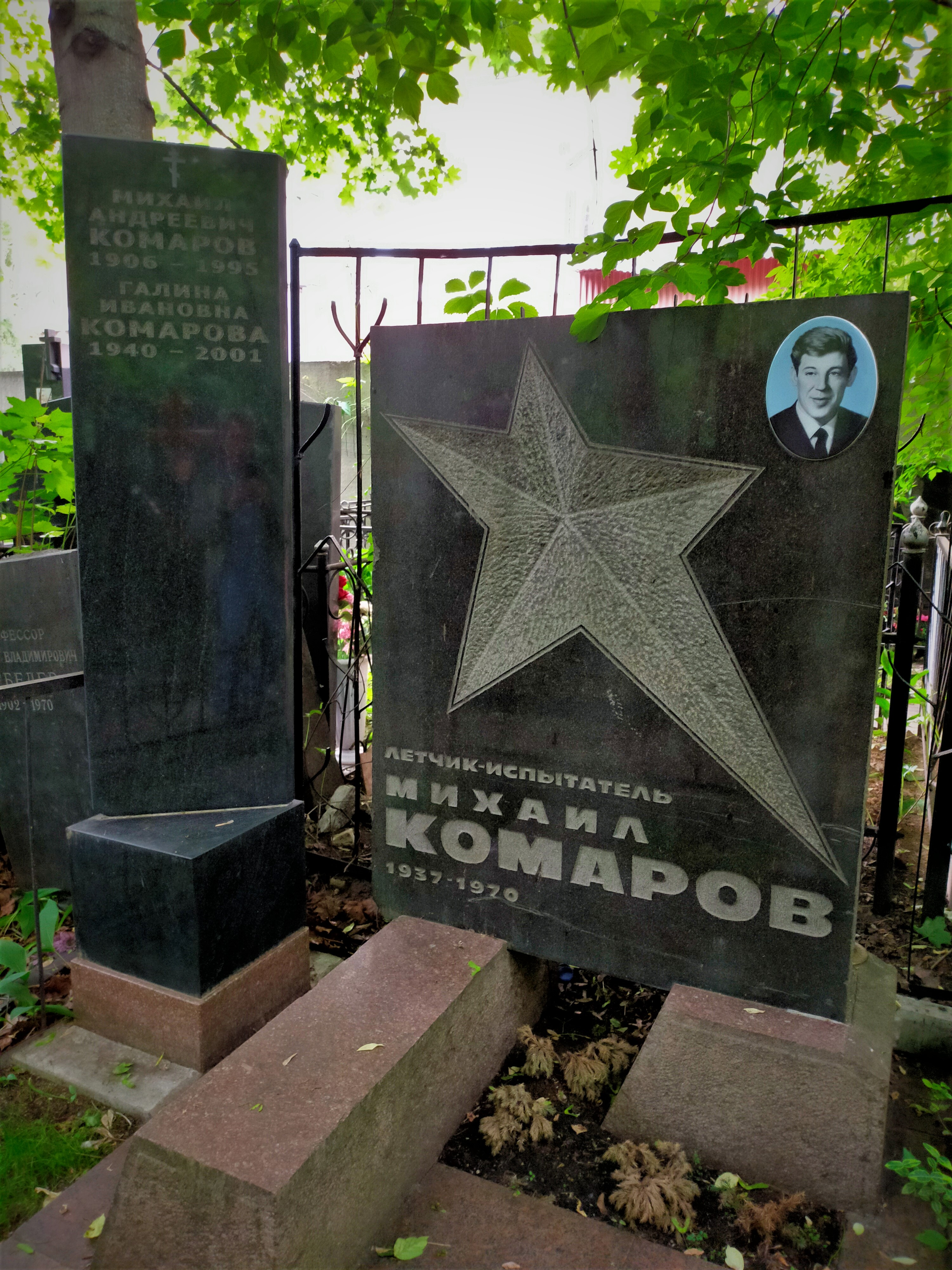
Могила М. М. Комарова на Введенском кладбище

Михаил Михайлович Комаров (29 августа 1937, Москва — 16 сентября 1970, Жуковский, Московская область) — советский военный лётчик, лётчик-испытатель 2-го класса (1967), капитан ВВС СССР.

## Биография
Родился 29 августа 1937 года в Москве.
В 1954 году окончил 3-й Московский аэроклуб. C этого же года находился на службе в Советской Армии.
В 1954—1956 годах обучался в Уральской ВАУЛ, в 1956 году окончил Армавирское ВАУЛ.
Служил в строевых частях ВВС, летал на МиГ-19, имел 1-й класс.
С 1963 года — в запасе. В 1963 году окончил курсы при Школе лётчиков-испытателей. В 1963—1965 годах — лётчик-испытатель Тбилисского авиазавода, испытывал серийные МиГ-21У.
С 1965 года работал в ОКБ А. И. Микояна, испытывал МиГ-21, МиГ-23, МиГ-25. Установил 2 мировых авиационных рекорда (из них 1 рекорд — абсолютный — по замкнутому 500-километровому маршруту на МиГ-25 — 2981 км/ч).
Погиб при испытании МиГ-23 16 сентября 1970 года.
Жил в городе Жуковский Московской области. Похоронен в Москве, на Введенском кладбище (участок № 29).

## Награды
- Медаль де Лаво (1967)
- Медали СССР